# Список пястовской шляхты
Список пястовской шляхты — список польских шляхетских родов, проживавших в Польше и до вступления на престол династии Ягеллонов в 1386 году, имевших свои фамилии. Этот список составил польский историк Казимир Стадницкий, представитель дворянского рода Стадницких, в труде «Przyczynek do heraldyki polskiej w średnich wiekach». В списке 123 фамилии.
В работе польского исследователя имен и фамилий Йозефа Остророг-Садовского «O imieniu i nazwisku : studjum prawne» упоминаются фамилии из данного списка. Список также упоминается в работе Prace Wydziału II--Nauk Historycznych i Społecznych.
- Абрамович — в 1231 году, люблинский каштелян в 1285 году.
- Бапка Марцин — в 1254 году.
- Баризка — в Краковском воеводстве, утопленный в Висле по приказу короля Казимира в 1349 году.
- Бялый — в 1335 году.
- Бялек — в XV веке.
- Бел де Блесово, герба Остоя — каноник гнезненский в 1382 году.
- Бик — в Краковском воеводстве в XV веке.
- Богориа — в 1185 и 1359 годах.
- Борк — в 1360 году.
- Брожек — подхоружий лещицкий в 1335 году.
- Брун де Жмигрод — 1370—1372 года.
- Бык — в Мазовии в 1354 году.
- Хозлех — в 1238 году.
- Цапла — канцлер Конрада князя Мазоветского в 1217 году.
- Цема — Целма — Цзелма — подсудок сандомирский в 1320 году.
- Цилей — воевода сандомирский в 1344 году.
- Зтан — в 1378 году.
- Зыборский — в 1315 году.
- Далавский — в 1352 году.
- Долива. Ян Долива — епископ познанский в 1320—1335 годах.
- Габа — в XV веке.
- Галуска — в 1384 году.
- Галка — в 1345 году.
- Гамба — в 1224 году.
- Гуска — в 1294 году.
- Гедзыч — в 1335 году.
- Гелитко — в 1357 году.
- Годула — в 1250 году.
- Горка — в 1243 году.
- Готардовский — в 1366 году.
- Грохол — каштелян Сантока в 1383 году.
- Грот — епископ краковский в 1334 году.
- Гржимала — в 1366 году.
- Хром герба Ястршембец — в 1336 году.
- Хубка — в 1378 году.
- Ястко — в 1243 году.
- Илиньский — в 1378 году.
- Юра — воевода Сандомирский в 1348 году.
- Калинский — каноник краковский в 1383 году.
- Кезниц — подчаший польского короля в 1336 году.
- Клобанский — в 1385 году.
- Клус — в 1222 году.
- Кмита Ян — староста серадзкий в 1367 году.
- Конарский — в 1348 году.
- Козмызский — в 1366 году.
- Кот герба Роля — в 1335 году.
- Козва — в 1375 году.
- Кропидло Ян — епископ познанский в 1382 году.
- Крук — каноник плоцкий в 1366 году.
- Кулиг — каштелян брест-куявский в 1383—1384 годах.
- Кустра — в 1386 году.
- Куза — в 1241 году.
- Лащевич — конюший куявский в 1318 году.
- Лечицкий — в 1335 году.
- Лодзя Ян — епископ познанский в 1335—1345 годах. Павел — секретарь короля Казимира Великого.
- Малоха герба Гржимала — в 1376 году. Петраш Малоха — староста Лечицкий в 1381 году.
- Млочевский — в 1351 году.
- Мокрский — епископ краковский в 1377 году.
- Неканда — в 1366 году. Неканда — позже Трепка.
- Неоржа — в 1345 году.
- Ногавца — в 1361 году. В XV веке Ногавский.
- Носсал — в 1340 году.
- Одолановский — в 1383 году.
- Огон
- Овца — в 1366 году.
- Панкавка, также Пекавка, Пукавка — в 1315 году.
- Пенюжек, Пеняжек — в 1383 году. (Пенаншко, Пенаско, Пенашек, Пьенашко, Пенненнасек).
- Пилик герба Рогаля — в 1375 году.
- Пирсцонек, Пирсцонех Марцин — в 1224 году.
- Плаза — в 1366 году.
- Потрутович — в 1378 году.
- Прзезбонцкий — в 1360 году.
- Пшонка из Бабина — в 1351 году.
- Пушч — подстолий краковский в 1353 году.
- Радзановский — в 1383 году.
- Радлица — канцлер, епископ краковский в 1382 году.
- Радло — староста Руси в 1377 году.
- Радош герба Юноша — в 1235 году.
- Рандзиньский — в 1373 году.
- Рехицкий из Нагловиц — в 1369 году.
- Репзол Миколай — канцлер краковского княжества в 1218—1227 годах.
- Рола герба Роля — в 1335 году.
- Розен — в 1370 году.
- Розвора — в 1322 году.
- Рписка — в Мазовии в 1383 году.
- Рубел герба Юноша — в 1335 году.
- Рушиньский — в 1381 году.
- Рыборзнич — каноник краковский в 1361 году.
- Садовский Ян — настоятель краковского собора, основатель алтаря Святого Яна там же в 1381 году.
- Сала — в 1252 году.
- Скора Миколай герба Абданк — каштелян калиский в 1242 году.
- Скрзиньский Анжей — маршалек надворный Мазоветского княжества в 1383 году.
- Соха Абрахам — воевода плоцкий в 1383 году.
- Сокол из Руды — в 1346 году.
- Совка из Голанзева герба Правдзиц — епископ Плоцкий в 1366 году.
- Стошевич — в 1303 году.
- Стрбанчик — конюший в Влоцлавке в 1339 году.
- Стрыйский — в 1380 году.
- Сухывильк — канцлер, архиепископ гнезненский в 1369 году.
- Свенца — канцлер Поморья в 1296 году.
- Свидва Седзивой — каштелян Накла в 1383 году.
- Шафранец — в 1377 году.
- Щекоцкий — в 1369 году.
- Шыржик — епископ краковский в 1347 году.
- Шышка — в 1381 году.
- Троянович — каштелян в Ковале в 1320 году.
- Турский Петраш — в 1370 году передал литвинам замок во Владимире.
- Вулевский — посол в Венгрию к королеве Елизавете в 1384 году.
- Вавровский — в 1356 году. Подсудок краковский в 1364 году.
- Вузик — в 1361 году.
- Вилга — в 1252 году.
- Виссота — в Мазовии в 1383 году.
- Войский — в 1322 году.
- Волчек Ян из Ловиниц — в 1377 году.
- Вроньский — епископ Плоцкий в 1357 году.
- Заблонны Миколай — в 1330 году.
- Замбр Пелка — в 1370 году.
- Зебронович.
- Злодзей — в 1373 году. Злыдзей герба Лелива в XV веке.
- Жаба — в 1361 году.
- Жоравский — в 1373 году.
- Жоравицкий — в 1362 году.